# IC 1003
IC 1003  ist eine Spiralgalaxie mit aktivem Galaxienkern vom Hubble-Typ Sbc im Sternbild Jungfrau am Nordsternhimmel. Sie ist schätzungsweise 363 Millionen Lichtjahre von der Milchstraße entfernt und hat einen Durchmesser von etwa 140.000 Lichtjahren.
Im selben Himmelsareal befinden sich u. a. die Galaxien NGC 5551, IC 1001, IC 1002, IC 1007.
Das Objekt wurde am 29. Juni 1892 vom französischen Astronomen Stéphane Javelle entdeckt.